# Sicyases sanguineus
Sicyases sanguineus és una espècie de peix de la família Gobiesocidae que es caracteritza per un cap enorme i rodona i les seves aletes ventrals formant part d'una estructura que li permet adherir-se a les roques.

## Distribució
Viu en l'oceà Pacífic subtropical des del Perú i fins a l'extrem Sud de Xile i es troben fonamentalment sobre penya-segats rocosos exposats a l'impacte directe de l'onatge.